# ブランディ (駆逐艦)
|          | |
| 艦歴     | |
| 発注     | 1954年10月23日 |
| 起工     | 1955年12月29日 |
| 進水     | 1956年12月19日 |
| 就役     | 1957年11月26日 |
| 退役     | 1982年11月5日 |
| その後   | 1992年12月11日にスクラップとして売却 |
| 除籍     | 1990年7月27日 |
| 性能諸元 | |
| 排水量   | 基準：2,800トン 満載：4,050トン |
| 全長     | 水線長：407 ft (124 m) 全長：418 ft (127 m) |
| 全幅     | 45 ft (14 m) |
| 吃水     | 22 ft (6.7 m) |
| 機関     | ウェスティングハウス製蒸気タービン フォスター・ウィーラー製ボイラー 70,000hp 2軸推進                                                                            |
| 最大速   | 32.5ノット (60.2 km/h) |
| 航続距離 | 4,500海里（20ノット時） |
| 乗員     | 士官15名、兵員218名 |
| 兵装     | 54口径127mm単装砲 3門 12.7mm単装機銃 6基 爆雷投下軌条 1条 *後日撤去 50口径76mm2装砲 2基 ヘッジホッグ 2基 533mm魚雷発射管 4門 *後日追加 324mm3連装魚雷発射管 2基 |
| モットー | Pax per potestatem |

ブランディ (USS Blandy, DD-943) は、アメリカ海軍の駆逐艦。フォレスト・シャーマン級駆逐艦の1隻。艦名はウィリアム・H・P・ブランディ提督に因む。

## 艦歴
ブランディは1955年12月29日にマサチューセッツ州クインシーのフォアリバー造船所で起工する。1956年12月19日にジョン・M・リー（ブランディ提督の娘）によって進水し、1957年11月26日に艦長ウィリアム・F・カフェラタ少佐の指揮下就役する。
1958年、ブランディは第二次世界大戦のヨーロッパ戦線におけるアメリカ軍の無名戦士の遺体をナポリから運んだ。バージニア岬沖で太平洋戦争および朝鮮戦争での無名戦士を運ぶボストン (USS Boston, CAG-1) 、キャンベラ (USS Canberra, CAG-2) と合流する。第二次世界大戦の無名戦士を選択、キャンベラに乗せ、ブランディは朝鮮戦争の無名戦士の棺をワシントンD.C.に運び、5月28日に海軍銃砲工場に到着した。両方の棺は国会議事堂に5月30日まで安置され、その後アーリントン国立墓地の無名戦士の墓に埋葬された。
1961年、ブランディは大西洋艦隊を代表してマージョリー・ステレット戦艦基金賞を獲得した。

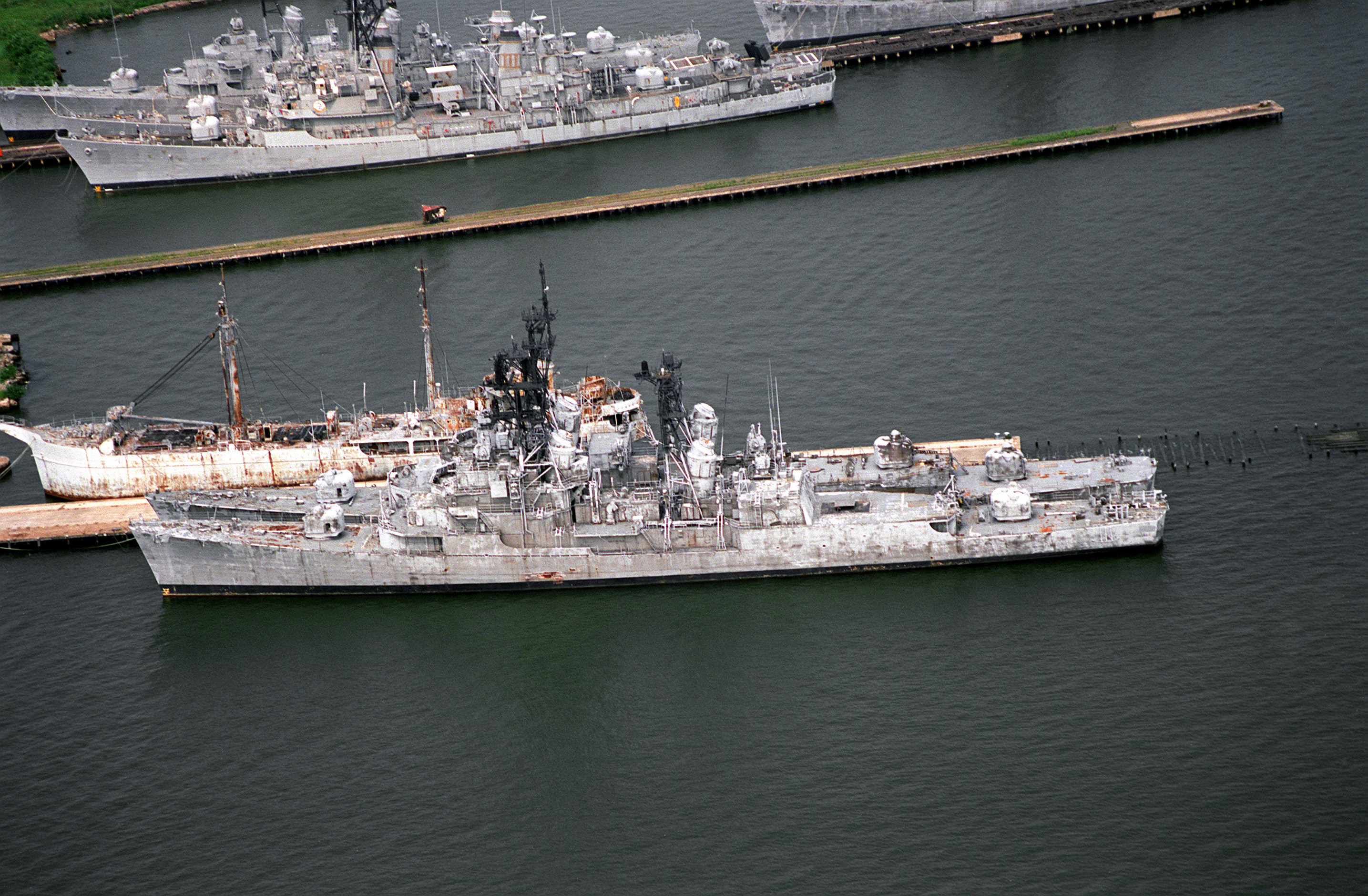
廃棄前のブランディ

ブランディは1982年11月5日に退役し、1990年7月27日に除籍、1992年12月11日にクインシーのフォアリバー造船所にスクラップとして売却された。フォアリバー造船所が破産すると、破産管財人によってニューヨークのN・R・アクィジション・インコーポレーテッドに転売され、その後ノースカロライナ州ウィルミントンのウィルミントン・リソーシズによって解体された。